# Samuel di Spira
Samuel di Spira pseudonimo di Samuel ben Kalonymus he-Hasid di Spira (in ebraico שמואל החסיד‎?), (XII secolo – XII secolo) è stato un tosafista, poeta liturgico e filosofo del XII secolo, soprannominato anche "il Profeta" .

## Biografia
Sembra sia vissuto in Spagna e in Francia. È citato nel tosafot di Yebamot (61b) e Soṭah (12a), nonché di Samuel b. Meïr (RaSHBaM) nel suo commento su Arbe Pesaḥim (Pes. 109a).
Fu il primo dei Chassidei Ashkenaz e padre di Judah ben Samuel di Regensburg.
Samuele fu l'autore di un commento al trattato Tamid, citato da Abraham Ben David nel suo commento al riguardo, e di un poema liturgico, intitolato Shir ha-Yiḥud, diviso in sette parti corrispondenti ai sette giorni della settimana. Questo poema è un inno filosofico sull'unità di Dio, per la composizione del quale Keter Malkut di Ibn Gabirol servì come base. Come quest'ultimo, Samuel he-Ḥasid tratta della natura divina dal lato negativo, vale a dire dal punto di vista che Dio non è come l'uomo. L'ebraico, se non molto poetico, è puro; ma per i termini filosofici si usano parole straniere. La recitazione del poema fu proibita da Salomon Luria, ma altri rabbini, tra cui Samuel Judah Katzenellenbogen, che ne scrisse un commento, decisero il contrario. 
Secondo la leggenda, si diceva che avesse creato un golem che lo accompagnava nei suoi viaggi e lo serviva, ma non poteva parlare.